# Porträtt av Baldassare Castiglione
Porträtt av Baldassare Castiglione är en oljemålning av den italienske renässanskonstnären Rafael. Porträttet målades 1514–1515 och ingår sedan 1793 i Louvrens samlingar i Paris. 
Baldassarre Castiglione var diplomat, humanist och författare till Il Cortegiano (1528) – boken om den fulländande hovmannen med vilken han skapade en idealbild av renässansmänniskan. I vännen Rafaels porträtt förenas det aristokratiska och mänskliga, det värdiga och naturliga. Den rofyllda hållningen med de löst knäppta händerna, huvudets lätta vridning och den klara blicken ger porträttet liv. Sonen Camillo Castiglione (1517–1598) gav målningen till Francesco Maria II della Rovere, hertigen av Urbino (1549–1631). Via diverse mellanhänder i bland annat Amsterdam hamnade tavlan i kardinal Jules Mazarins ägo. Efter kardinalens död 1661 förvärvades den av Ludvig XIV.
Rafaels porträtt beundrades och kopierades av flera konstnärer, däribland Peter Paul Rubens vars målning skiljer sig i flera detaljer, till exempel händerna som är helt synliga och inte beskurna som i originalmålningen. Rubens tavla målades 1630 och ingår i samlingarna på Courtauld Institute of Art i London. Även den norske konstnären Hans Heyerdahl kopierade Rafaels porträtt 1878–1879; den tavlan är utställd på Nasjonalmuseet i Oslo. Andra konstnärer som inspirerats av porträttet är Tizian, Rembrandt (som såg tavlan när den auktionerades ut i Amsterdam och då gjorde en skiss av den), Jean-Auguste-Dominique Ingres (jämför Porträtt av Louis-François Bertin) och Henri Matisse (som kopierade den).

## Relaterade målningar

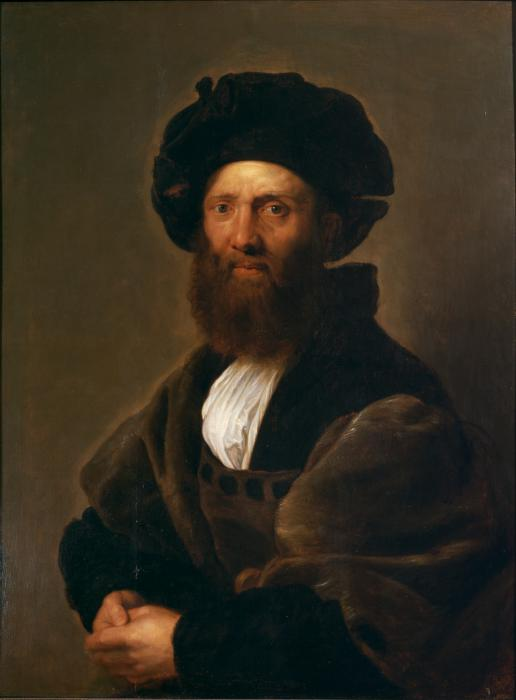
Peter Paul Rubens kopia av Rafaels porträtt från 1630. Courtauld Institute of Art (90 x 68 cm).
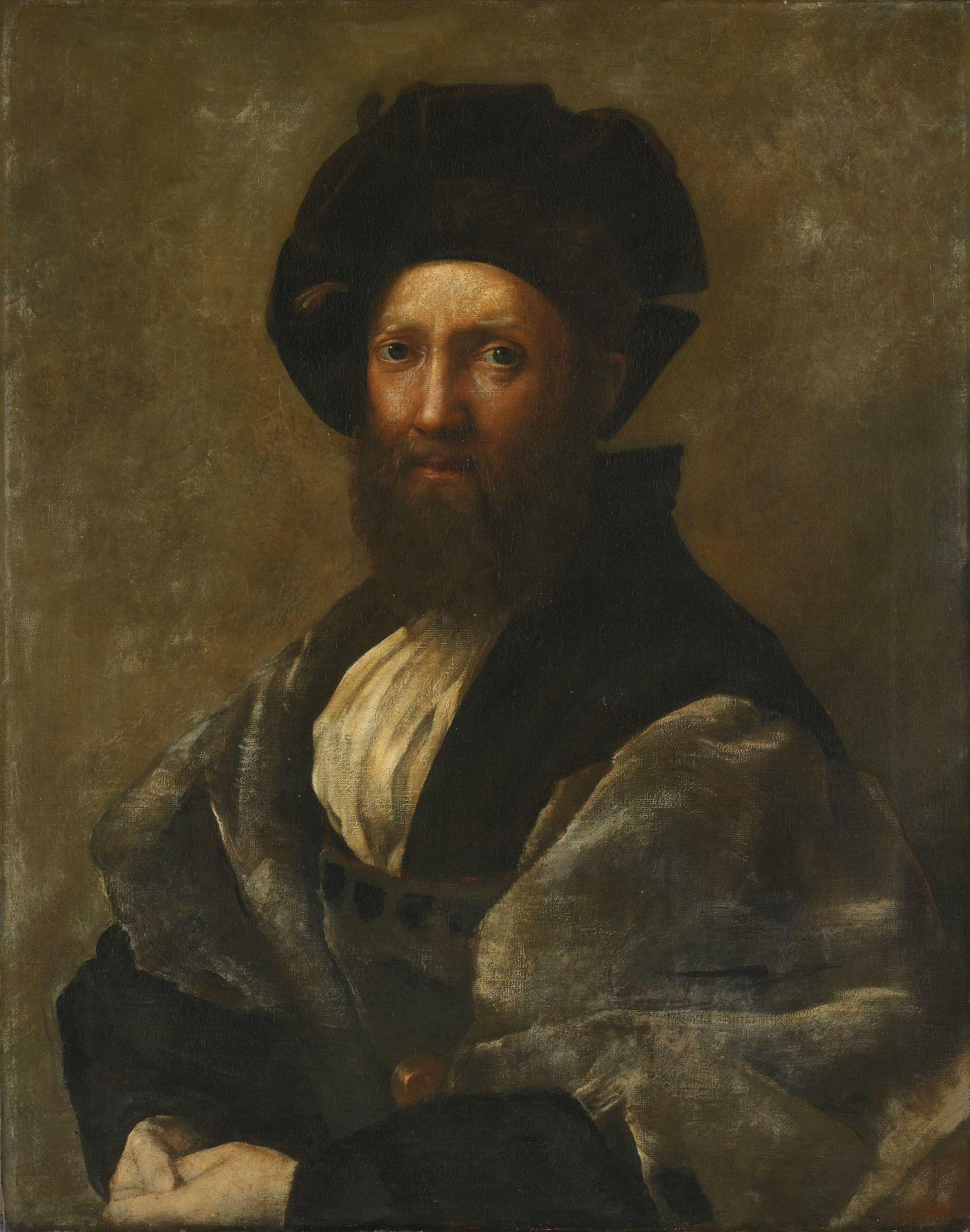
Hans Heyerdahls kopia av Rafaels porträtt (1878–1879). Nasjonalmuseet (84 x 61 cm)